# Municipio de Gray (condado de Lonoke)
El municipio de Gray (en inglés: Gray Township) es un municipio ubicado en el condado de Lonoke en el estado estadounidense de Arkansas. En el año 2010 tenía una población de 3375 habitantes y una densidad poblacional de 59,1 personas por km².

## Geografía
El municipio de Gray se encuentra ubicado en las coordenadas 34°53′50″N 92°3′10″O / 34.89722, -92.05278. Según la Oficina del Censo de los Estados Unidos, el municipio tiene una superficie total de 57.1 km², de la cual 55,39 km² corresponden a tierra firme y (3 %) 1.71 km² es agua.

## Demografía
Según el censo de 2010, había 3375 personas residiendo en el municipio de Gray. La densidad de población era de 59,1 hab./km². De los 3375 habitantes, el municipio de Gray estaba compuesto por el 86,81 % blancos, el 8,62 % eran afroamericanos, el 0,74 % eran amerindios, el 0,44 % eran asiáticos, el 0,71 % eran de otras razas y el 2,67 % eran de una mezcla de razas. Del total de la población el 2,1 % eran hispanos o latinos de cualquier raza.